# Музей природы (Латвия)
Латвийский музей природы (латыш. Latvijas Dabas muzejs) — один из старейших музеев Латвии. Является крупнейшим в стране собранием геологических, палеонтологических, зоологических, ботанических и антропологических предметов.

## История
Основан в 1845 году как музей Рижского общества естествоиспытателей. В 1860 году фонды музея были пополнены коллекцией известного рижского собирателя доктора Николауса Химзеля.
Большой вклад в дело становления музея внесли президенты Рижского общества естествоиспытателей Г. Шведер и К. Р. Купфер, а также естествоиспытатель Б. Гиммерталь и врач А. Цандер, отец одного из пионеров ракетной техники Фридриха Цандера.
После ликвидации в 1939 году Рижского общества естествоиспытателей коллекция была разделена. В 1951 году последовало слияние с однопрофильным Школьным музеем министерства просвещения Латвийской ССР. В 1968 году Музей природы получил новые коллекции из музея Института морской геологии и геофизики Академии наук СССР и регионального музея Геологического управления Академии наук Латвийской ССР.
С 1999 года Музей природы перешёл под управление министерства окружающей среды Латвии.
Коллекцию музея составляют шесть экспозиционных отделов:
- антропологический;
- ботанический;
- зоологический;
- геологический;
- отдел естествознания;
- палеонтологический.

Большую ценность представляет коллекции разнообразных окаменелостей девонских панцирных рыб, а также обнаруженные в начале 1970 годов в карьере Лоде полностью сохранившиеся скелеты панцирных и лопастепёрых рыб.
В музее регулярно проводятся тематические выставки, проводятся конкурсы. Музейный фонд состоит из более чем 194 тысяч музейных предметов. Имеются своя мастерская и фотолаборатория.